# 세르게이 모냐
세르게이 알렉산드로비치 모냐(러시아어: Серге́й Алекса́ндрович Мо́ня, 1983년 4월 15일~)는 러시아의 농구 선수로 현역 시절 포지션은 스몰 포워드와 파워 포워드이다. VTB 유나이티드 리그의 BC 힘키에서 대부분의 선수 경력을 보냈으며, 전미 농구 협회(NBA)의 포틀랜드 트레일블레이저스와 새크라멘토 킹스 소속으로도 활약했다.
국제 대회에 러시아 대표팀 소속으로 뛰었으며, 2007년 유럽 선수권 대회에서 금메달을 획득했다. 이후 2012년 하계 올림픽과 2011년 유럽 선수권 대회에서 동메달을 획득했다.